# Calibre 45
Pour plus de détails, voir Fiche technique et Distribution.
Calibre 45 (.45) est un film américain de Gary Lennon sorti en 2006.

## Synopsis
Big Al et Kat, deux petits criminels ayant de grandes aspirations, sont aussi attirés par le danger qu'ils le sont l'un pour l'autre, la passion et le crime sont leurs raisons de vivre. Mais lorsque Al dépasse la ligne en battant sauvagement Kat dans un excès de jalousie, elle décide alors de se battre et de reprendre le contrôle. Kat est sexy, et elle le sait. Elle séduit alors tous les hommes et les femmes de son entourage afin de réaliser son plan.

## Fiche technique
- Titre original : .45
- Réalisation et scénario : Gary Lennon
- Musique : Timothy Fitzpatrick et John Robert Wood
- Producteur : David Bergstein
- Genre : Drame et thriller érotique
- Pays :  États-Unis
- Durée  : 101 minutes
- Date de sortie en salles : 
  -  Grèce : 30 novembre 2006
  -  États-Unis : 24 avril 2007 (sortie en DVD)
  -  France : 16 septembre 2008 (sortie en DVD)

## Distribution
- Milla Jovovich (VF : Barbara Kelsch) : Kat
- Angus Macfadyen : Big Al
- Stephen Dorff : Reilly
- Aisha Tyler : Liz
- Sarah Strange : Vic
- Vincent Laresca : Jose
- Tony Munch : Clancy
- Kay Hawtrey : Marge